# UGU
| Sigles de 2 caractères   |
| ► Sigles de 3 caractères |
| Sigles de 4 caractères   |
| Sigles de 5 caractères   |
| Sigles de 6 caractères   |
| Sigles de 7 caractères   |
| Sigles de 8 caractères   |

UGU est un codon, qui signifie :
- cystéine, selon le code génétique[1],

la cystéine a pour codon : UGU, UGC